# Leyland Leopard
El Leyland Leopard es un autocar, cuyo chasis con motor central fue fabricado por Leyland entre 1959 y 1982 para ser carrozado por otras compañías.

## Historia

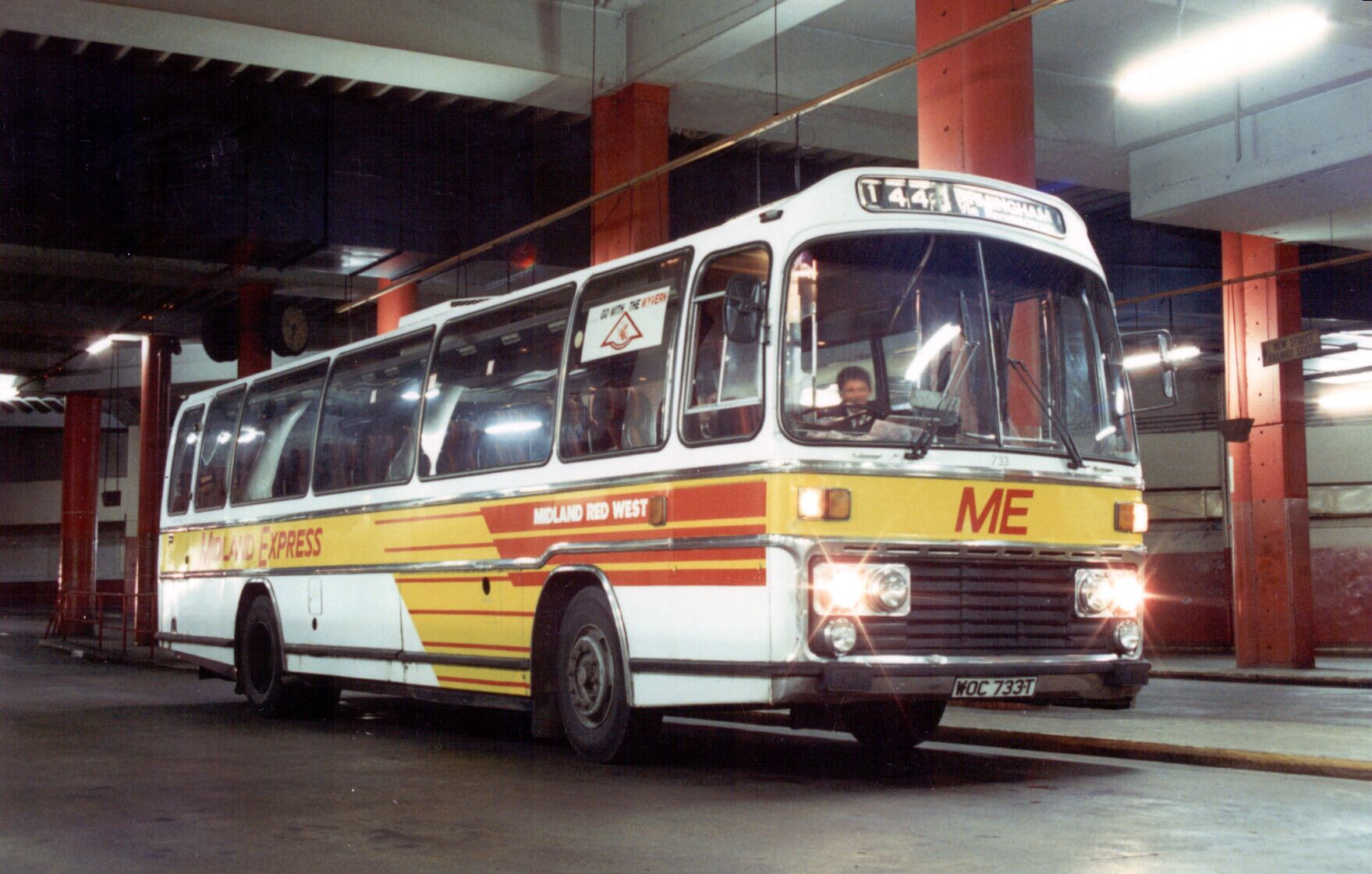
Leyland Leopard de Midland Red West corrozado por Plaxton (marzo de 1989)

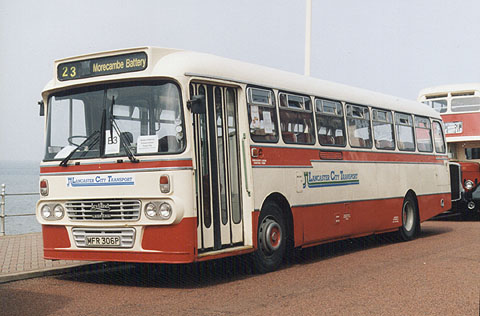
Leyland Leopard Tipo Y del Lancaster City Transport, conservado en Blackpool (agosto de 2001)

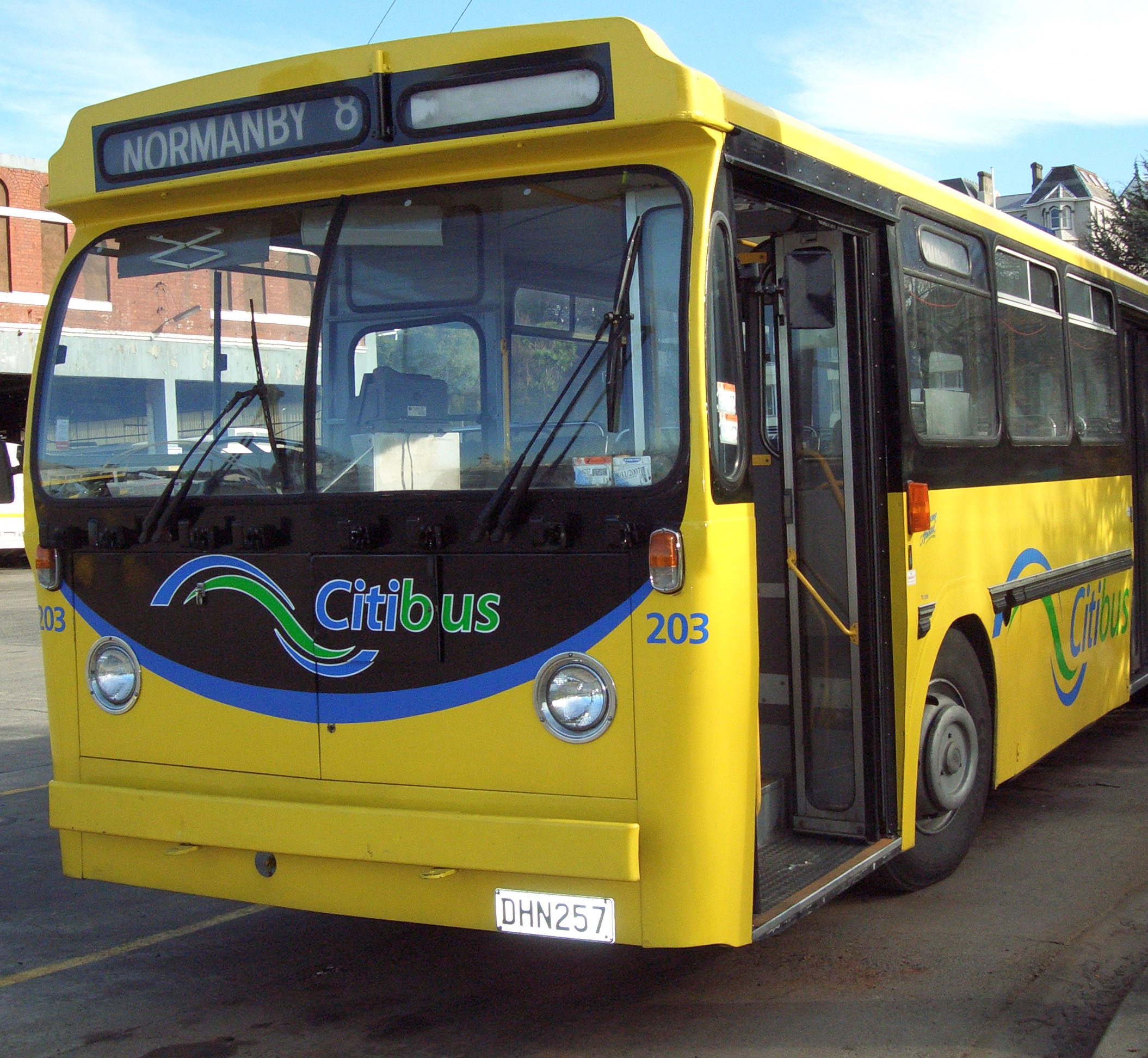
Leyland Leopard del Citibus carrozado por New Zealand Motor Bodies. Dunedin, Nueva Zelanda, septiembre de 2007

El Leyland Leopard se introdujo en 1959. Se desarrolló a partir del Leyland Tiger Cub, siendo uno de los cambios más importantes la introducción del motor O.600 más grande y potente (los Leopard de fabricación posterior se equiparon con el motor O.680 de 11,1 litros). El Leopard fue reemplazado por el Leyland Tiger.

## Denominación
La versión del autobús original de 30 pies (9,14 m) estaba codificada como L1, tenía el volante a la derecha y disponía de una distancia entre ejes de 16 pies 2 pulgadas (4,93 m) y una longitud total de 29 pies 4 pulgadas (8,94 m). El autocar de 30 pies era el L2, que tenía la misma distancia entre ejes pero era una pulgada más corto en general, el LHL1 con volante a la izquierda compartía la distancia entre ejes, pero la longitud total era de 29 pies 2 pulgadas (8,89 m). Todos tenían un radio de giro barrido de 68 pies (20,73 m).
Los modelos iniciales de 36 pies (10,97 m) lanzados en el Salón del Automóvil de Escocia de 1961 celebrado en el Kelvin Hall compartían una distancia entre ejes de 18 pies 6 pulgadas (5,64 m), las versiones de autobús PSU3.1R PSU3.1L PSU3.2R y PSU3.2L tenían una longitud de chasis de 35 pies 1 1/2 de pulgada (10,71 m), con un radio de giro barrido de 71 pies (21,64 m) y los autocares, PSU3.3R PSU3.3L PSU3.4R y PSU3.4L tenían una longitud de chasis de 31 pies (9,45 m) y un radio de giro barrido de 68 pies (20,73 m). El peso bruto del vehículo estándar del PSU3 era de 11 1/4 toneladas, pero el GVW de 13 toneladas era opcional.
En mayo de 1964, todos los Leopard disponían del motor O:600 y solo las versiones más largas (.2 y .4) podían tener la transmisión neumocíclica.

## Variantes posteriores
En 1966, los modelos LHL1, L1 y L2 (y el Royal Tiger Cub) fueron reemplazados por la serie Leopard PSU4, que tenía un chasis y ejes similares a los de la serie PSU3, y las versiones tipo autocar tenían un bastidor más corto en lugar de la extensión del bastidor abatible del L2. Fueron precedidos por autobuses de clase C para Córas Iompair Éireann, que tenían la misma longitud que la serie PSU4 pero codificados como PSU3.4R
A partir de 1968, Leyland introdujo el sufijo A en todos los modelos de pasajeros existentes, denotando la caja de cambios pnuemocíclica racionalizada cuando se instalaba. El nuevo sistema sustituyó a varias transmisiones epicíclicas de AEC y de Leyland, e incluyó una versión con divisor de diez velocidades ofrecida en el camión articulado Super Beaver que se construyó en una nueva extensión de la factoría de Farington. Todos los Leopard PSU4A y PSU3A tenían el motor O.680 más grande.
Los nuevos modelos de pasajeros no recibieron el sufijo, por lo que la versión de distancia entre ejes de 20 pies (6,10 m) anunciada en 1968 fue la PSU5.4R. El primero fue entregado a Córas Iompair Éireann. Las diferencias con los PSU3A y 4A incluían la opción de una caja de cambios con divisor de diez velocidades con estándar de cinco velocidades de relación amplia, un eje delantero Worldmaster y un eje trasero Maudslay.
Desde diciembre de 1970, los Leopard más cortos se modificaron para ajustarse al PSU5, lo que resultó en un cambio en el sufijo B. Estos cambios también se aplicaron a los últimos Panther.
Scottish Bus Group continuó usando la caja de cambios manual del Leopard con motor O.600 hasta que se suspendió en 1972/3. Los Leopard con motor O.680 con la caja de cambios parcialmente sincronizada de Leyland todavía estaban codificados como PSU3.3R
A finales de 1974, los frenos de estacionamiento accionados por resorte, los ajustadores de freno automáticos, un compresor de aire refrigerado por agua y un montaje del motor revisado dieron como resultado el cambio a los PSU3C, PSU4C y PSU5A. Leyland dejó de fabricar una caja de cambios manual para el Leopard y una versión con la caja de cambios ZFS4: 60. Por lo demás, se vendió a Scottish Bus Group como PSU3C.3R la especificación del chasis actualizada; en ese momento no existía una opción manual generalmente disponible.
Durante 1976 se mejoraron los resortes y ejes y la versión de relación cerrada del sistema Pneumocyclic de cinco velocidades se convirtió en estándar, lo que se aplicó a los modelos PSU3D, PSU4D y PSU5B.
Un cambio inminente en las regulaciones de seguridad en caso de choque provocó que las cámaras de los frenos de aire se reubicaran durante 1977, lo que dio lugar a los modelos PSU3E, 4E y 5C.
En 1979, el vigésimo año de producción del Leopard, se revisaron el equipo de neumáticos y el sistema de advertencia de falta de refrigerante, el cambio pneumocíclico de amplia relación con operación directa de aire volvió a ser estándar y el sincronizador de seis velocidades ZF S6-80 se convirtió en una opción de venta general en el chasis de autocar designado como .5, dando lugar a las versiones PSU4F, PSU3F y PSU5D
En 1982, con el Tiger con motor TL11 ya lanzado, el PSU4G, 3G y 5E tenían un motor O.680 racionalizado que compartía componentes del TL11.

## Operadores
En Inglaterra, varias subsidiarias de la National Bus Company crearon flotas importantes de autobuses Leopard, incluidas
la Birmingham & Midland Omnibus Company. Las subsidiarias del BET Group eran clientes importantes del Leopard. Para autobuses y vehículos de doble propósito, se produjo un diseño estándar de carrocería BET, principalmente por las compañías Marshall y Willowbrook, pero también en menor medida por Weymann y Metro-Cammell. Otro cliente inglés importante del Leyland Leopard fue Barton Transport de Chilwell cerca de Nottingham, que construyó una flota de 200 unidades con carrocerías Plaxton Elite y Supreme. Inusualmente para un operador grande, Barton estandarizó este tipo de vehículo para todo tipo de operaciones, incluidos los servicios de transporte locales. Es por esta razón que todos fueron equipados con una puerta ancha de dos piezas, conocida como puerta "express" o "grant". El último término se refiere al Nuevo Bus Grant, un acuerdo mediante el que el gobierno británico pagaba parte del costo de un nuevo autobús siempre que cumpliera con ciertas especificaciones y dedicara una parte determinada de su tiempo al trabajo de servicio local. Muchos otros operadores aprovecharon este convenio y compraron autocares Leopard construidos según las especificaciones de la subvención.
En Escocia, muchas unidades fueron compradas por subsidiarias del Scottish Bus Group y en su mayoría fueron carrozadas por Alexander con carrocería Tipo Y, tanto para servicio local como de largo recorrido. La empresa irlandesa CIÉ también compró una flota importante, principalmente con carrocerías construidas en sus propios talleres, al igual que su homólogo norirlandés, el UTA y su sucesor Ulsterbus, que compró la carrocería Tipo X de Alexander (Belfast). El Leopard fue muy común en las carreteras de Irlanda del Norte durante más de 40 años; el primero llegó en 1965 y el último en 1984. Durante este período, se construyeron un total de 1500 Leopard. Durante los 30 años del conflicto norirlandés en el Úlster, un total de 228 autobuses Leopard fueron robados de sus depósitos y destruidos en la vía pública. En 2006, todos los Leopard fueron retirados del servicio público, y algunos incluso alcanzaron unos increíbles 28 años de servicio. En la década de 1980, Ulsterbus recortó algunos de sus Leopard para usarlos como remolques.
Los Leopard de Leyland también se utilizaron en el ejército británico y se exportaron a muchos otros países. Aunque la gran mayoría fueron utilizados como autobuses, algunos tenían carrocerías como furgones de mudanzas y al menos uno como transporte de automóviles. El Leopard era popular entre los operadores del National Express.

## Exportaciones
El Leopard también fue popular entre los operadores australianos. La Public Transport Commission compró 745 Leopard para su uso en Sídney y Newcastle entre 1967 y 1976, lo que le dio la flota de Leopard más grande del mundo.
Entre los compradores del Leopard desde mucho tiempo atrás en la década de 1980 figuraban North & Western Bus Lines, Punchbowl Bus Company y Ventura Bus Lines. A principios de la década de 1990, se modificó la carrocería de varios Leopard para aprovechar una laguna jurídica que permitió que los autobuses remodelados en Nueva Gales del Sur se clasificaran como autobuses nuevos para fines de promedio de la flota. La laguna legal se cerró más tarde, y esta práctica cesó.
El operador Transport Authority de Wellington (Nueva Zelanda) encargó 94 Leopard. En 1980, un operador turístico de Auckland, Bonnici Coachlines, compró diez autocares Leopard de tres ejes y 12,5 metros.
En 1979, Leyland entregó un solo Leyland Leopard (desviado de un pedido de Jones Omnibus Services en Aberbeeg) al Singapore Bus Service (SBS) con la esperanza de recibir pedidos a gran escala del SBS. Con la carrocería de Walter Alexander Coachbuilders y registrado como SBS6791L, fue uno de los primeros autobuses con motor central en Singapur, precediendo incluso a los pedidos mucho más grandes del Volvo B10M en la década de 1990. A pesar de las críticas favorables de SBS, no se compraron más unidades y la unidad SBS6791L se devolvió al Reino Unido y se vendió a Woods of Mirfield, West Yorkshire.

## Competidores
El principal competidor directo del Leyland Leopard durante la mayor parte de su vida fue el AEC Reliance, a pesar de que AEC fue una subsidiaria de Leyland durante una gran parte de ese tiempo. En la década de 1970, el Volvo B58 se convirtió en un serio competidor. También hubo cierta competencia de los Leopard de chasis más liviano, con los Bedford VAL y los Bedford Y series.